# 足摺宇和海國立公園
足摺宇和海國立公園（日语：／），是位在日本四國高知縣、愛媛縣的國立公園。

## 概要
原先曾規劃稱做「渭南海岸」，之後正式定名為「足摺」。
指定區域大部分為海岸，另外也有滑床溪谷、篠山、法華津峠等內陸地帶。
公園內的海中公園有龍串、樫西、勤崎、尻貝、宇和海、沖之島六處。

## 地理

### 面積
- 面積 - 11,345ha （陸域部分）
  - 高知縣 - 6,041ha
  - 愛媛縣 - 5,304ha

### 相關市町村
- 高知縣 - 四萬十市、宿毛市、土佐清水市、大月町
- 愛媛縣 - 宇和島市、西予市、松野町、鬼北町、愛南町

## 年表
- 1955年4月1日 - 被指定為足摺國定公園。
- 1972年11月10日 - 追加宇和海地域，變更為國立公園，更名為足摺宇和海國立公園。

## 主要景點
- 足摺岬
- 龍串（日语：竜串）

- 見殘海岸
- 宇和海
- 滑床溪谷（日语：滑床渓谷）
- 篠山（日语：篠山 (高知県・愛媛県)）
- 法華津峠（日语：法華津峠）
- 大堂海岸（日语：大堂海岸）
- 柏島（日语：柏島）

## 集團設施地區、遊客中心
| 地區名 | 面積    | 所在地               | 使用人數（人） |
| ------ | ------- | -------------------- | -------------- |
| 須之川 | 20.3ha  | 愛媛縣南宇和郡愛南町 | 86,000         |
| 龍串   | 48.6ha  | 高知縣土佐清水市     | 639,000        |
| 足摺岬 | 531.0ha | 高知縣土佐清水市     | 814,000        |

| 中心名                    | 設置者 | 所在地                         | 使用人數（人） |
| ------------------------- | ------ | ------------------------------ | -------------- |
| 高知縣立足摺海洋館SATOUMI | 高知縣 | 高知縣土佐清水市三崎字今芝4032 | 44,637         |

## 關連項目
- 日本國立公園

## 外部連結
- （日語）足摺宇和海國立公園